# Martine Dardenne
Martine Dardenne (Aarlen, 12 maart 1946) is een voormalig Belgisch politica van Ecolo, senator en volksvertegenwoordigster.

## Levensloop
Dardenne is licentiate in de Romaanse filologie en geaggregeerde in het hoger secundair onderwijs aan de Universiteit van Luik en was beroepshalve lerares.
Dardenne begon haar politieke carrière bij de partij Ecolo, waar ze van 1986 tot 1989 federaal secretaris en van 1987 tot 1989 woordvoerster van was. Vervolgens zetelde zij van 1989 tot 1999 in de Senaat als gecoöpteerd senator (1989-1991), provinciaal senator voor Luik (1991-1995) en rechtstreeks gekozen senator (1995-1999). Van 1999 tot 2003 zetelde Dardenne in de Kamer van volksvertegenwoordigers voor de kieskring Namen-Dinant-Philippeville.
Na haar parlementaire loopbaan was Dardenne medeoprichter van de ecologische beweging GRAPPE. In 2013 werd ze lid van de pas opgerichte politieke partij Rassemblement R.

## Onderscheidingen
- Ridder in de Leopoldsorde sinds 9 juni 1999
- Burgerlijke Medaille 1e klasse sinds 4 oktober 2000